# Anthony Ravard
Anthony Ravard (Nantes, País del Loira, 28 de setembre de 1983) és un ciclista francès, professional des del 2005. Actualment corre a l'equip AG2R La Mondiale.
Bon esprintador, en el seu palmarès destaquen quatre victòries d'etapa al Circuit de La Sarthe, la Châteauroux Classic de l'Indre de 2008 i 2010 o la París-Bourges de 2010. El 2011 aconseguí el que fins ara és la seva victòria més important en una cursa per etapes en guanyar l'Étoile de Bessèges.

## Palmarès
- 2004
  - 1r al Tour d'Haut-Anjou
  - 1r a la Bordeus-Saintes
- 2005
  - Vencedor d'una etapa del Circuit de La Sarthe
- 2008
  - 1r a la Châteauroux Classic de l'Indre
  - Vencedor de 3 etapes al Tour de Normandia
  - Vencedor d'una etapa del Circuit de La Sarthe
- 2009
  - Vencedor d'una etapa del Tour de Poitou-Charentes
- 2010
  - 1r a la Châteauroux Classic de l'Indre
  - 1r a la París-Bourges
  - Vencedor de 2 etapes del Circuit de La Sarthe i vencedor de la classificació per punts
  - Vencedor d'una etapa del Tour de Poitou-Charentes
- 2011
  - 1r a l'Étoile de Bessèges
  - 1r a la Châteauroux Classic de l'Indre
  - Vencedor d'una etapa del Tour de Poitou-Charentes

### Resultats al Giro d'Itàlia
- 2010. Abandona (13a etapa)